# Osroena

Provincia romana de Osroena

Osroena (siríaco ܡܠܟܘܬܐ ܕܒܝܬ ܐܘܪܗܝ, Malkutho d-Beth Osroene), también conocida como Edesa, su capital (hoy día Sanliurfa), es una región de la actual Turquía, fronteriza con Siria, situada al este de la gran curva occidental del río Éufrates.

## Historia
Era uno de los muchos reinos que se originaron después de la caída del Imperio seléucida. Osroena fue conquistada en 114 por los romanos y quedó como un Estado satélite semiautónomo hasta que en 214 fue declarada provincia del Imperio romano.
País de cultura aramea. En Osroena tuvo lugar la "Leyenda de Abgar".
- Datos: Q237234
- Multimedia: Osroene / Q237234